# Prague Pride 2022

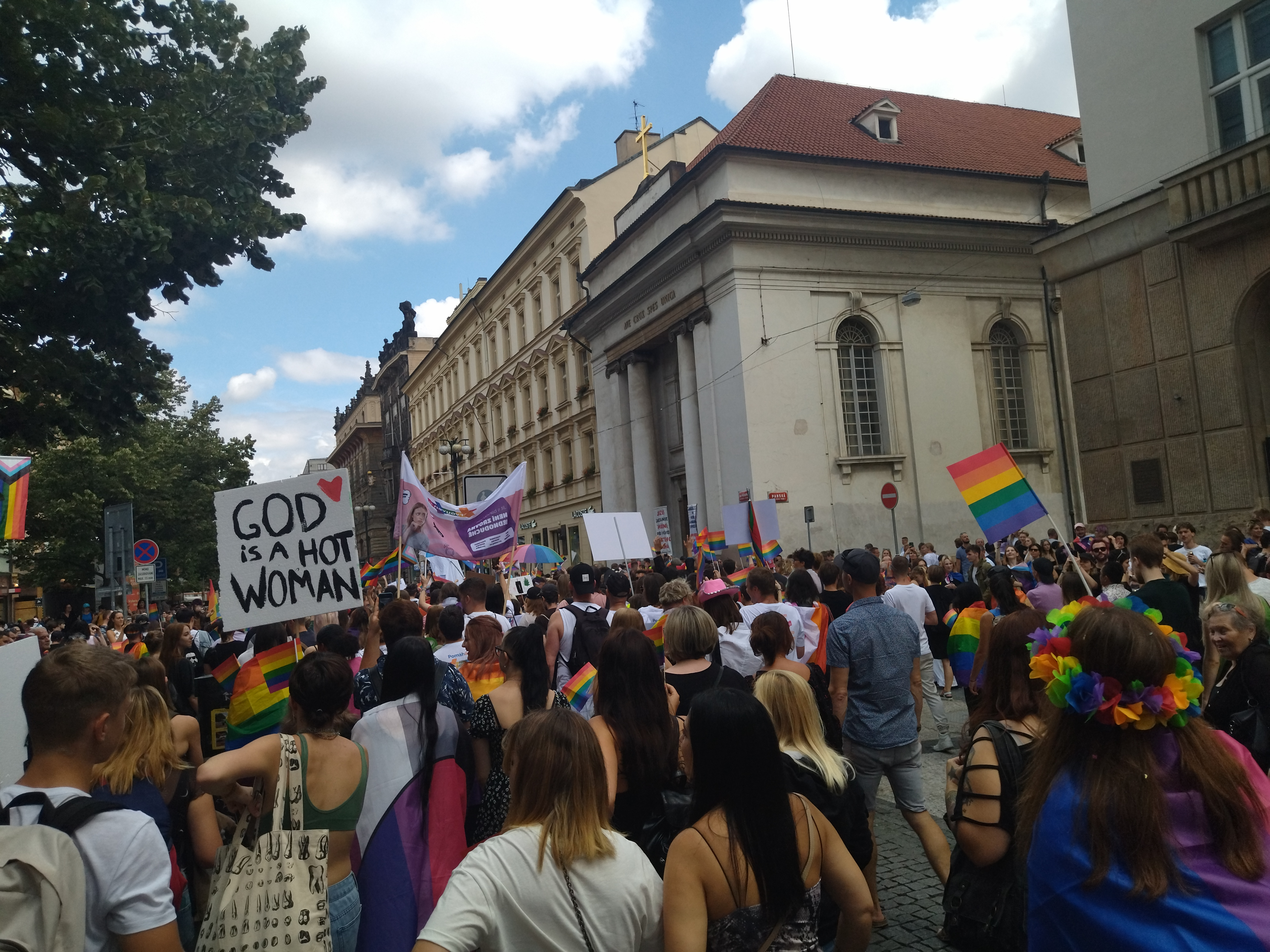
Duhový průvod 13. srpna 2022

Prague Pride 2022 byl dvanáctý ročník festivalu LGBTQ hrdosti Prague Pride, pořádaného v Praze od roku 2011. Konal se v týdnu od 8. do 14. srpna 2022 na různých místech po celé Praze a vyvrcholením festivalu se stal sobotní duhový průvod napříč centrem města, který začínal na Václavském náměstí, pokračoval přes ulici Na Příkopě, náměstí Republiky, Celetnou ulici, Staroměstské náměstí, dále Pařížskou ulicí přes Čechův most a po schodech do Letenských sadů, kde skončil u takzvaného Pride Parku. Průvod se také konal bez alegorických či hudebních automobilů jako ukázka ochrany životního prostředí. Úplným zakončením festivalu byl nedělní Pride Piknik na Střeleckém ostrově.

## Duhový průvod 2022
Do průvodu se jako obvykle mohl zapojit kdokoliv, ať už přímo příslušníci LGBTQ+ komunity nebo ti, kteří ji pouze podporují. V průvodu měly své zástupce i různé firmy či sponzoři festivalu, jako například společnosti Vodafone, Microsoft, IKEA, Levi’s, Škoda Auto, Amazon a další. Zúčastnila se i některá velvyslanectví, jmenovitě německé, americké či argentinské, nebo zástupci některých politických stran, například Pirátů, Starostů a nezávislých nebo pražské koalice Solidarita (ČSSD + Zelení + Budoucnost + Idealisté). V Pride Parku byl připraven hudební program s jarmarkem, občerstvením a komunitní zónou.